# Fear Street – Teil 3: 1666
Fear Street – Teil 3: 1666 (Originaltitel: Fear Street Part Three: 1666) ist ein US-amerikanischer Horrorfilm von Leigh Janiak nach der Jugendbuchreihe Fear Street von R. L. Stine. Der Film ist der letzte Teil der Fear-Street-Trilogie nach Fear Street – Teil 1: 1994 und Fear Street – Teil 2: 1978. Die Dreharbeiten fanden zusammen mit den ersten beiden Teilen statt und wurden 2019 beendet.
Die weltweite Veröffentlichung fand am 16. Juli 2021 auf Netflix statt.

## Handlung

### Vorgeschichte
Deena Johnson versucht, den Fluch, der ihre Freundin Sam befallen hat, zu beenden und dafür die verstorbenen Überreste der vermeintlichen Hexe Sarah Fier zusammenzuführen. In dem Moment, in dem ihr das gelingt und sie den Körper berührt, bekommt sie eine Vision, die sie in das Jahr 1666 in die Situation von Sarah katapultiert. Die Darsteller sind 1666 identisch zu denen 1994 und Personendynamiken haben große Ähnlichkeiten. Vereinzelt blitzen aber auch Bilder der „echten“ Sarah Fier auf.

### Teil 1: 1666
Sarah lebt zusammen mit ihrem Vater und ihrem Bruder in der Kolonie Union in der Gegend von den später entstehenden Kleinstädten Shadyside und Sunnyvale. Sie ist verliebt in die Priestertochter Hannah, welche ihre Gefühle erwidert. Allerdings wäre eine Beziehung zwischen den beiden wegen der gesellschaftlichen Konventionen in den USA des 17. Jahrhunderts verboten und würde nicht akzeptiert werden. Deswegen müssen sie ihre Zuneigung verheimlichen.
Eines Abends besucht sie mit Freunden die Hütte einer alten, mystisch wirkenden Frau, wo sie auf ein satanistisches Buch stößt. Nachdem sie von der Dame herausgeworfen werden, gehen sie weiter auf eine Feier, nicht jedoch ohne Beeren mit drogenartiger Wirkung mitzunehmen. Diese nehmen sie während der Feier ein, wodurch sie lockerer werden. Hier belästigt Caleb die sich zur Wehr setzende Hannah. Sarah geht dazwischen und blamiert ihn vor allen Anwesenden. Anschließend laufen Hannah und Sarah in den Wald, wo sie sich unbeobachtet fühlen. Sie beginnen sich zu küssen und wollen gerade den nächsten Schritt gehen, als sie bemerken, dass jemand sie beobachtet. Schnell gehen beide nach Hause.
Am nächsten Morgen wirkt zunächst alles normal, bis Hannahs Vater beginnt, sich merkwürdig zu verhalten. Sie holt Sarah, um sie um Hilfe zu bitten. Währenddessen beginnt das Gerücht einer Beziehung zwischen den beiden sich auszubreiten. Als dann weitere merkwürdige Dinge in der Gemeinde passieren, wie zum Beispiel, dass das Essen in kürzester Zeit verfault, dass Tiere durchdrehen oder ein Hund ertränkt aufgefunden wird, versucht Mad die Situation zu nutzen, um die umgehenden Gerüchte vom Hexerei mit den Ereignissen in Verbindung zu bringen. Später am Tag tötet Hannahs Vater die Kinder der Stadt und wird selbst von Solomon Goode (ein Freund von Sarah) erstochen. Obwohl der Priester tot ist, sucht die Gemeinde die Schuldigen und findet sie in Sarah und Hannah. Hannah wird gefangen, doch Sarah kann fliehen. Sie entscheidet sich, um Hannah und sich selbst zu retten, die mysteriöse Frau zu finden, um einen Pakt mit dem Teufel zu machen. Doch diese ist bei ihrer Ankunft tot und das satanistische Buch ist weg.
Sarah sucht Schutz bei Solomon. Als die Dorfbewohner kommen, um nach ihr zu suchen, findet Sarah einen Geheimweg. Dieser führt sie in einen Raum, wo ein rituales Opfer durchgeführt wurde und das Buch liegt. Sie schlussfolgert, dass Solomon für die Ereignisse verantwortlich ist. Als er auftaucht, beginnen beide zu kämpfen und sie verliert ihre Hand. Als sie es schafft, über einen Tunnel zu entkommen, landet sie mitten in der Gemeinde und als Solomon hinter ihr auftaucht, präsentiert er sie als Gefangene. Ohne Fluchtmöglichkeit wird sie zusammen mit Hannah zu einem Baum zum Erhängen gebracht. Dort sagt sie, dass sie die Hexe ist und Hannah benebelt hat, um sie zu schützen. Hannah wird frei gelassen und Sarah wird erhängt. Als letzte Tat verflucht sie Solomons Familie damit, nie zu vergessen, was die Visionen erklärt, die Ziggy, Sam und jetzt auch Deena bei Sarahs Knochen hatten. Danach beerdigen ihre Freunde sie an einem anderen Ort, um sie würdevoll zu bestatten.

### Teil 2: 1994
Deena schreckt aus der Vision hoch und ist wieder im Jahr 1994. Sie erkennt, dass nicht Sarah Fier, sondern die Goode Familie der Fluch der Gemeinde ist und die untoten Mörder nicht hinter Sam her waren, um sie dafür zu bestrafen, das Grab geschändet zu haben, sondern um zu verhindern, dass die Wahrheit ans Licht kommt und der Pakt weiter bestehen kann, so wie damals mit Ziggy im Camp Nightwing. Und nun, da Deena die Wahrheit kennt, kommen die untoten Mörder nun erneut zurück und haben es diesmal auf sie abgesehen und werden von ihrem Blut angezogen. Zusammen mit ihrem Bruder (Josh), Ziggy und Martin plant sie eine Falle in der Mall, um Sheriff Nick zu töten und sie nehmen die besessene Sam mit. Dafür verwenden sie Deenas Blut, um die Mörder des Fluches anzulocken. Vier davon kommen zunächst an und diese sperren sie in die Läden ein, bis Nick kommt. Als er die Mall betritt, nutzen sie Wasserpistolen, um mithilfe des Blutes die Mörder auf ihn zu jagen. Doch der Plan schlägt fehl und Nick flüchtet in den Schrein. Deena folgt ihm und Ziggy, Martin und Josh stellen sich den Mördern. Sam, die bis zu diesem Zeitpunkt gefesselt war, kann sich losreißen und folgt Deena. Ziggy, Martin und Josh nutzen den Rest des Blutes in den Wasserpistolen, um die vier Mörder zu markieren, sodass sie sich gegenseitig ermorden. Doch dann tauchen weitere Mörder auf, die Pistolen sind leer und die besiegten Mörder beginnen, sich wieder zusammen zusetzen.
Im Schrein erreicht Deena ein pulsierendes Etwas. Sam holt sie hier ein und die beiden beginnen zu kämpfen. Deena schafft es, Sam zu überwältigen und steht nun Nick gegenüber. Während des Kampfes berührt Nick das pulsierende Etwas und sieht alle Todesopfer seiner Familie durch den Fluch. Schockiert und in Wahn lässt er jegliche Verteidigung fallen. Deena nutzt den Moment und tötet ihn. Das beendet den Fluch und die untoten Mörder, die in der Mall kurz davor sind Ziggy, Martin und Josh zu töten, verpuffen zu Fliegen. Auch das pulsierende Etwas, das Teufelsmal auf dem Boden und die Namen an den Wänden verschwinden.
Einige Tage später gilt Nick als der Massenmörder von Shadyside und Sunnyvale. Deena und Sam gehen zur Begräbnisstätte von Sarah Fier und kratzen eine Erinnerung an sie an den Stein. Als letztes fährt die Kamera durch die Stadt, in die Mall, in den Schrein, wo noch immer das satanistische Buch liegt. Eine unbekannte Person nimmt es mit.

## Veröffentlichung und Rezeption
Der erste Teil der Trilogie sollte ursprünglich im Juni 2020 in den Kinos erscheinen. Die Idee war, die Filme im Abstand von einem Monat zu veröffentlichen. Aufgrund der COVID-19-Pandemie wurde dies verschoben. Nachdem Chernin Entertainment den gemeinsamen Vertrieb der Filme mit 20th Century Fox beendet hatte, wurde ein gemeinsamer Vertrieb der Trilogie mit dem Streamingdienst Netflix vereinbart. Der Film wurde am 16. Juli 2021 auf Netflix veröffentlicht.
Der letzte Teil erhielt überwiegend positive Rezensionen. So erhielt er beispielsweise ein Tomatometer von 94 % auf Rotten Tomatoes.